# Folmer Axelsen Rosenkrantz
Folmer Axelsen Rosenkrantz (29. marts 1523 – april 1586) til Stensballegaard, var en dansk adelsmand, godsejer og lensmand. Han var søn af Axel Nielsen Rosenkrantz og Berete Knob.
Allerede i sin faders sidste leveår styrede han selvstændig dennes herregårde Landting og Rydhave. Efter faderens død i 1551 gik disse gårde til Folmers brødre Erik og Niels, mens han selv fik Stensballegaard ved Horsens som sin arv. 17. juli 1552 holdt han bryllup på denne gård med sin halvkusine Margrethe Knudsdatter Gyldenstierne, datter af den bekendte rigsråd Knud Pedersen Gyldenstierne til Tim. Fra 1564-72 var Folmer Rosenkrantz forlenet med Aarhusgaard tillige med Dronningborg Slot i Randers og Åkær Len. Desuden var han stiftslensmand i Århus Stift.
Allerede 1563 var han under Den Nordiske Syvårskrig blevet udnævnt til proviantmester for Århus Stift og udviste under krigen stor iver for at sørge for proviant og lignende fornødenheder til krigens førelse. Han lånte i denne tid også kong Frederik 2. store pengesummer. Både han og hans hustru hørte til den adelskreds, som den livsglade konge satte stor pris på. Det var netop i disse år, at kongen samlede store godser i Skanderborg- og Horsensegnen. Både i de glade jagtfester på Skanderborg Slot og på det nyopførte Emborg (Øm Kloster) og i andre hoffester var parret hyppige gæster. Fru Margrethe havde tillige det hverv at bistå dronning Sophie under hendes barnefødsler, således også ved Christian 4.'s fødsel. Folmer Rosenkrantz var desuden en nær ven af Anders Sørensen Vedel. Denne omtaler selv "de mange Velgjerninger", som Folmer Rosenkrantz havde bevist ham.
Fru Margrethe Gyldenstjerne døde 11. juli 1581 og blev begravet i Vær Kirke ved Stensballegaard, hvor Folmer Rosenkrantz lod opsætte et kostbart, endnu bevaret epitafium med billeder både af ham og af hende. Selv døde han 1586 (begravet 24. april). Opførelsen af Stensballegaard fuldendte han 1582.
|  | Artiklen om Folmer Axelsen Rosenkrantz kan blive bedre, hvis der indsættes et (bedre) billede Du kan hjælpe ved at afsøge Wikimedia Commons for et passende billede eller uploade et godt billede til Wikimedia Commons iht. de tilladte licenser og indsætte det i artiklen. |